# Här samlas vi omkring ditt ord
Här samlas vi omkring ditt ord är en psalmtext för söndagsskolan som trycktes första gången i Pilgrimsharpan 1861, möjligen med alla sju verser som sedan publicerades i Herde-Rösten 1892. Den är skriven av Lina Sandell-Berg enligt 1908 års söndagsskolsånbok och enligt Oscar Lövgrens Psalm och sånglexikon, men översatt från danskan av Erik Nyström enligt Svenska Missionsförbundets sångbok 1920. Sången sjungs enligt Lövgrens lexikon med samma melodi som psalmen Se, Jesus är ett tröstrikt namn och är därmed från Strasbourg och daterad till 1545. Enligt en blyertsnotering i Herde-Rösten 1892 invid texten sjungs den till samma melodi som Jag har en vän som älskar mig. I en senare tryckt upplaga från 1908 av Sionstoners upplaga från 1889, anges att melodin är hämtad ur Stockholms söndagsskolförenings sångbok nr 152 som inte fanns med som nummer men kanske avses vara ur Svensk söndagsskolsångbok 1908 nr 152 Jublen, I himlar).

## Publicerad i
- Sionstoner 1889 som nr 107 under rubriken "Guds ord"
- Herde-Rösten 1892 som nr 456 under rubriken "Samlings-sånger". Verserna 5-7.
- Svensk söndagsskolsångbok 1908 som nr 99 under rubriken "Samlingssånger"
- Svenska Missionsförbundets sångbok 1920 som nr 542 under rubriken "Ungdomsmission".
- Kyrklig sång 1928 nr 28.
- Svensk söndagsskolsångbok 1929 som nr 6 under rubriken "Inlednings- och samlingssånger"
- Sionstoner 1935 som nr 30 under rubriken "Inledning och bön".
- Guds lov 1935 som nr 389 under rubriken "Före och efter predikan".
- Sions Sånger 1951 som nr 77.
- Kyrkovisor för barn som nr 758 under rubriken "Helg och gudstjänst".
- Frälsningsarméns sångbok 1968 som nr 238 under rubriken " Det Kristna Livet - Andakt och bön".
- Sions Sånger 1981 som nr 41 under rubriken "Guds ord".
- Lova Herren 1988 som nr 253  under rubriken "Gemenskap i bön och Ordets betraktande".